# 泰格豪雅

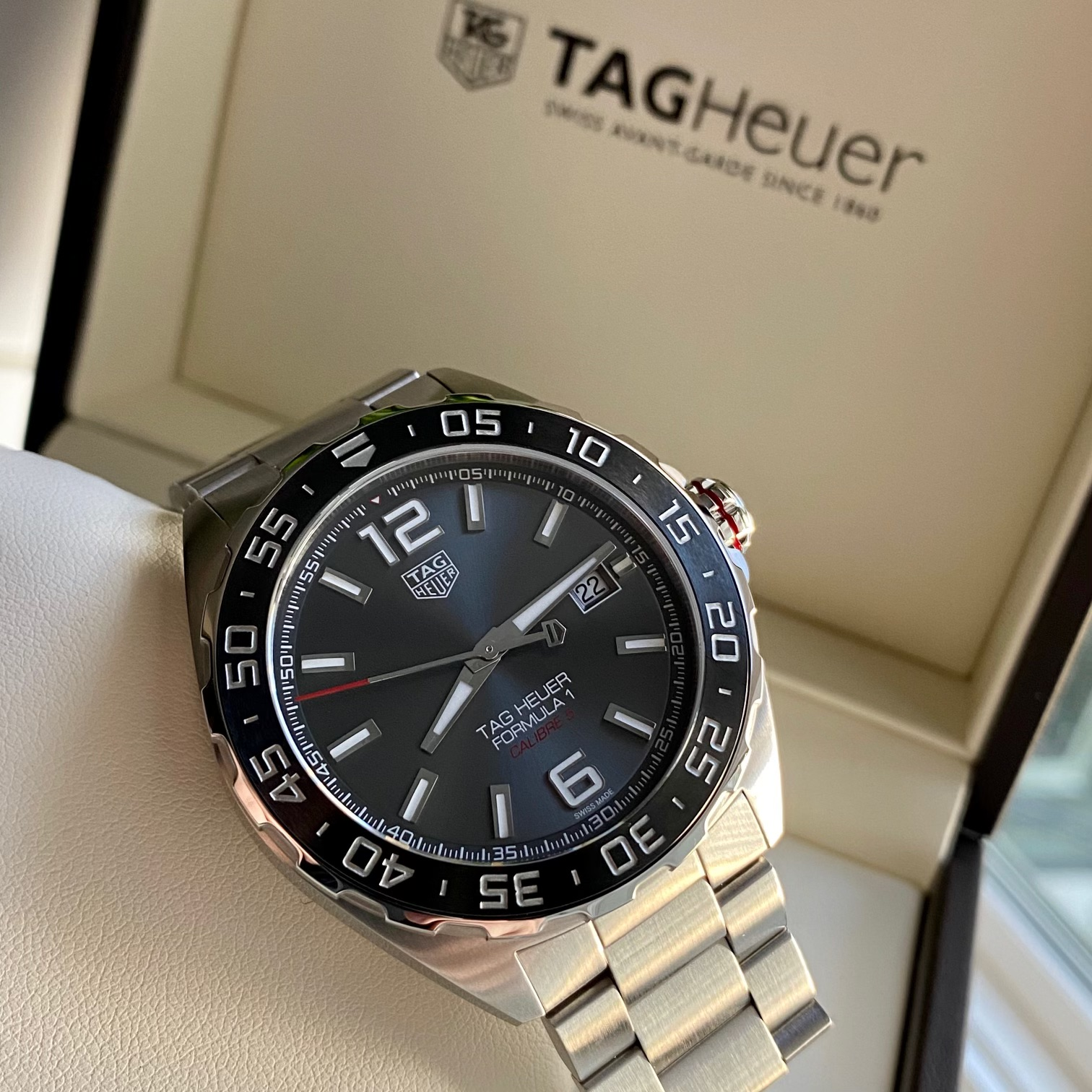

泰格豪雅（TAG Heuer）是瑞士的一个奢侈腕表制造商，主要生产运动型腕表及计时器，为酩悦·轩尼诗－路易·威登集团旗下品牌，同时还生产潮流饰品配件及手机等产品。
TAG Heuer（泰格豪雅）始于 Uhrenmanufaktur Heuer AG，由Edouard Heuer于1860年在伯恩州聖伊米耶成立。1985年，TAG集团收购了该公司的多数股权，形成了豪雅表。1999年，法国奢侈品集团LVMH收购了瑞士公司近100%的股份。 TAG Heuer这个名字结合了的首字母和创始人的姓氏。

## 历史
TAG Heuer总部位于納沙泰爾州拉紹德封，由总裁兼首席执行官Frédéric Arnault领导。创始人的曾孙Jack Heuer則是名誉主席。TAG Heuer在科諾爾设有制表工作室，在拉紹德封设有制表工厂。TAG Heuer的口号是“自1860年以来的瑞士前卫”（Swiss Avant-Gard Since 1860）。

## 环保评级
2018年12月，世界自然基金会（WWF）发布官方报告，包含对瑞士15个主要钟表及珠宝生产商的环保评级。 其中泰格豪雅连同萧邦的评级低于平均水平（"Lower Midfield"），意味着作为钟表、珠宝生产商泰格豪雅仅采取了有限的措施以消除其生产活动对环境及气候变化所造成的影响。
在钟表及珠宝制造行业，主要的环保隐患有二：生产活动的不透明；以及对珍贵原料的大量开采，主要包括金矿。而后者是造成众多环境问题的重要因素之一，比如水土污染、土壤退化、森林破坏等。据估计，钟表及珠宝行业每年消耗超过2000吨的黄金，占全球黄金产量的50%以上，而大多数情况下，钟表制造公司不能或不愿意说明其原材料的来源以及原材料供应商是否采用环保的开采方式。

## 相关條目
- 酩悅·軒尼詩－路易·威登集團

## 外部連結
- 官方网站
- 泰格豪雅的Facebook專頁
- 泰格豪雅的Instagram帳戶